# بخش کاخک
بخش کاخک یکی از بخش‌های شهرستان گناباد در استان خراسان رضوی ایران است.

## تقسیمات کشوری
- بخش کاخک
  - دهستان زیبد
  - دهستان کاخک

شهرها: کاخک

## جمعیت
بنابر سرشماری مرکز آمار ایران، جمعیت بخش کاخک شهرستان گناباد در سال ۱۳۸۵ برابر با ۱۲۳۷۶ نفر بوده است.